# Hounslow Central (stanice metra v Londýně)
Hounslow Central je stanice metra v Londýně, otevřená 1. dubna 1886, ale železniční trať byla položena již 21. července 1884.

## Další informace
Dřívější jméno znělo Heston & Hounslow, ale od 1. prosince 1925 má současné jméno. Autobusovou dopravu zajišťují linky 120 a H20. Stanice se nachází v přepravní zóně 4 a leží na lince:
- Piccadilly Line mezi stanicemi Hounslow West a Hounslow East.

V minulosti stanice ležela na lince District Line.
| Rok  | Počet cestujících |
| ---- | ----------------- |
| 2011 | 3,90 mil          |
| 2012 | 3,78 mil          |
| 2013 | 3,93 mil          |
| 2014 | 4,01 mil          |